# International Gymnastics Hall of Fame

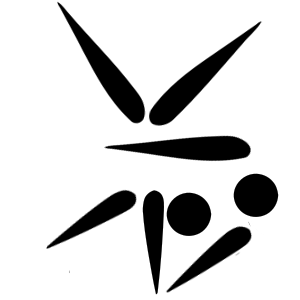
Pictograma representativo do IGHoF.

International Gymnastics Hall of Fame (pela sigla IGHoF), localizado em Oklahoma City, Estados Unidos, é um Salão da Fama dedicado a honrar os grandes competidores, treinadores e autoridades da ginástica artística.
O museu está localizado no interior do Science Museum Oklahoma.

## Lista de membros
Esta é a lista dos ginastas premiados:
| - Bart Conner (1997) - Arthur Gander (1997) - Jack Gunthard (1997) - Béla Károlyi (1997) - Leon Štukelj (1997) - Masao Takemoto (1997) - Peter Vidmar (1998) - Savino Guglielmetti (1998) - Takashi Ono (1998) - Yuri Titov (1999) - Frank Bare Sr. (1999) - Miroslav Cerar (1999) - Yukio Endo (1999) - Eugen Mack (1999) - Haruhiro Yamashita (2000) - Li Ning (2000) - Nikolai Andrianov (2001) - Sawao Kato (2001) - William Thoresson (2001) - Bruno Grandi (2001) - Boris Shakhlin (2002) - Max Bangauter (2003) - Kurt Thomas (2003) - Dmitry Bilozerchev (2003) | - Franco Menichelli (2003) - Alexander Dityatin (2004) - Takuji Hayata (2004) - Heikki Savolainen (2004) - Valeri Liukin (2005) - Akinori Nakayama (2005) - Vladimir Artemov (2006) - Eizo Kenmotsu (2006) - Eberhard Gienger (2007) - Shigeru Kasamatsu (2007) - Stoyan Deltchev (2008) - Shuji Tsurumi (2008) - Viktor Chukarin (2009) - Octavian Belu (2009) - Vitaly Scherbo (2009) - Yuri Korolev (2010) - Mikhail Voronin (2010) - Alexander Tkachev (2011) - Leonid Arkaev (2011) - Zoltan Magyar (2012) - Albert Azaryan (2013) - Li Yuejiu (2014) - Klaus Köste (2014) |

| - Olga Korbut (1988) - Nadia Comăneci (1993) - Mary Lou Retton (1997) - Cathy Rigby (1997) - Věra Čáslavská (1998) - Larissa Latynina (1998) - Ludmilla Tourischeva (1998) - Suíça Giulia Steingruber (2011) - Maxi Gnauck (2000) - Ecaterina Szabó (2000) - Lyubov Burda (2001) - Teodora Ungureanu (2001) - Polina Astakhova (2002) - Ágnes Keleti (2002) - Daniela Silivaş (2002) - Keiko Ikeda (2002) - Berthe Villancher (2002) - Karin Janz (2003) - Helena Rakoczy (2004) | - Yelena Shushunova (2004) - Svetlana Boginskaya (2005) - Erika Zuchold (2005) - Natalia Kuchinskaya (2006) - Shannon Miller (2006) - Simona Amânar (2007) - Yelena Davydova (2007) - Lilia Podkopayeva (2008) - Ma Yanhong (2008) - Dominique Dawes (2009) - Elvira Saadi (2009) - Henrietta Ónodi (2010) - Lavinia Miloşovici (2011) - Steffi Kräker (2011) - Natalia Shaposhnikova (2012) - Kim Zmeskal (2012) - Gina Gogean (2013) - Natalia Yurchenko (2014) - Jackie Fie (2014) |